# Steve Englehart
Steve Englehart (/ˈɛŋɡəlhɑrt/; 22 de abril de 1947  ) é um escritor norte-americano de histórias em quadrinhos e romances, conhecido por seu trabalho na Marvel Comics e DC Comics nas décadas de 1970 e 1980. Ele usou os pseudônimos John Harkness e Cliff Garnett em algumas de suas obras.
Entre seus trabalhos mais famosos estão as séries dos Vingadores, Capitão América, Detective Comics, Os Defensores, Doutor Estranho, Lanterna Verde e Liga da Justiça da América. Também criou personagens como o Homem Noturno, o Esquadrão Supremo, o Mestre do Kung Fu e o Star-Lord.
Escreveu romances de ficção científica, fantasia e suspense, como The Point Man, The Long Man e The Plain Man. Cocriou o universo Ultraverse para a Malibu Comics e escreveu as séries Night Man e The Strangers.
Recebeu vários prêmios por seu trabalho, como o Eagle Awards Roll of Honour em 1978 e o Inkpot Award em 1979.